# MAKI OHGURO Live Bomb!! "Lev V" 15th Anniversary Get the "Rock & Peace" Maki's Love With You
『MAKI OHGURO Live Bomb!! "Lev V" 15th Anniversary Get the "Rock & Peace" Maki's Love With You』（マキ・オーグロ・ライブ・ボム!!レベルファイブ フィフティーンス・アニバーサリー ゲット・ザ“ロック・アンド・ピース” マキズ・ラブ・ウィズ・ユー）は、大黒摩季が発売した映像作品（ファンクラブ限定販売）。

## 収録曲
1. STOP MOTION
2. 熱くなれ
3. チョット
4. DA・KA・RA
5. 別れましょう私から消えましょうあなたから
6. 永遠の夢に向かって
7. THE ROSE
8. 栄光の金バッチ
9. 愛してます
10. あなただけ見つめてる
11. 夏が来る
12. アイデンティティ
13. コレデイイノ？！
14. ら・ら・ら
15. Happy Birthday To Me (2007/5/27 special live)
ボーナストラック